# منتخب السويد لكأس فيد
منتخب السويد لكأس فيد (بالسويدية: Sveriges Fed Cup-lag)‏ هو ممثل السويد الرسمي في كرة المضرب في كأس فيد.